# Épercieux-Saint-Paul
Épercieux-Saint-Paul é uma comuna francesa na região administrativa de Auvérnia-Ródano-Alpes, no departamento de Loire. Estende-se por uma área de 7,92 km². Em 2010 a comuna tinha 767 habitantes (densidade: 96,8 hab./km²).